# Cristina Rivera Garza
Cristina Rivera Garza (Matamoros, 1 d'octubre de 1964) és una escriptora mexicana. Des de 2015, és professora d'Escriptura creativa a la Universitat de Califòrnia a San Diego. Entre les seves novel·les destaquen Nadie me verá llorar i La muerte me da –totes dues guanyadores del Premi Internacional Sor Juana el 2011 i el 2009, respectivament. Va guanyar el Premi Internacional Roger Caillois (França, 2013), i la Universitat de Houston li va atorgar un doctorat honoris causa. L'any 2024, va obtenir el Premi Pulitzer en la categoria de memòries i biografies. El mateix any, la BBC va incloure-la en la seva llista 100 Women, que reconeix a les dones més inspiradores i influents de l'any a nivell mundial.
Els seus llibres han estat traduïts, entre d'altres, a l'anglès, francès, italià, portuguès i coreà. És membre del Sistema Nacional de Creadors d'Art i, des de 2023, acadèmica d'El Colegio Nacional mexicà.